# ピエトロ・タッキーニ
ピエトロ・タッキーニ（Pietro Tacchini、1838年3月21日 – 1905年3月24日）は、イタリアの天文学者。
モデナで生まれた。パドヴァ大学で工学を学び、21歳の時、モデナの小さい天文台の所長に任命された。1863年にパレルモ天文台の所長職 (Primo Astronomo Aggiunto）につき、1879年までその職を務めた。主に太陽の観測を行った。
1865年天体物理学の雑誌 Memorie della Società degli Spettroscopistiを創刊し、1905年まで編集を行った。この雑誌は1920年からMemorie della Società Astronomica Italianaになった。
太陽の毎日の分光観測を行うために、イタリアの天文学者がほぼ同時刻に観測を行うネットワークを組織した。イタリアの天候が観測に適さない時に観測するためにインドのカルカッタの観測所を組織した。1874年に金星の日面通過をインドの Muddapurで観測した。
1879年にローマ学院天文台(Osservatorio del Collegio Romano)のアンジェロ・セッキの後を継ぐためにローマに呼ばれ、1881年に中央気象局(Ufficio Centrale di Meteorologia)の局長になった。
タッキーニの指導のもとに、太陽の分光観測が有利で、日食でない時にも太陽コロナの観測の可能性がある、海抜の高いエトナ山にベリーニ天文台が創設された。1885年のカタニア天文台の建設にもかかわった。
月のクレータに名前が命名された。